# Olsa
Die Olsa (polnisch Olza, tschechisch Olše) ist ein rechter Nebenfluss der Oder in Polen und Tschechien. Die Gegend entlang der Olsa ist ein Zentrum des Steinkohlenbergbaus und der Industrie.

## Name
1290 wird das Gewässer als Olzam erstmals schriftlich erwähnt. Möglicherweise leitet sich der Name von der indogermanischen Wurzel *ol- mit der Bedeutung „fließen, strömen“ ab.

## Geschichte

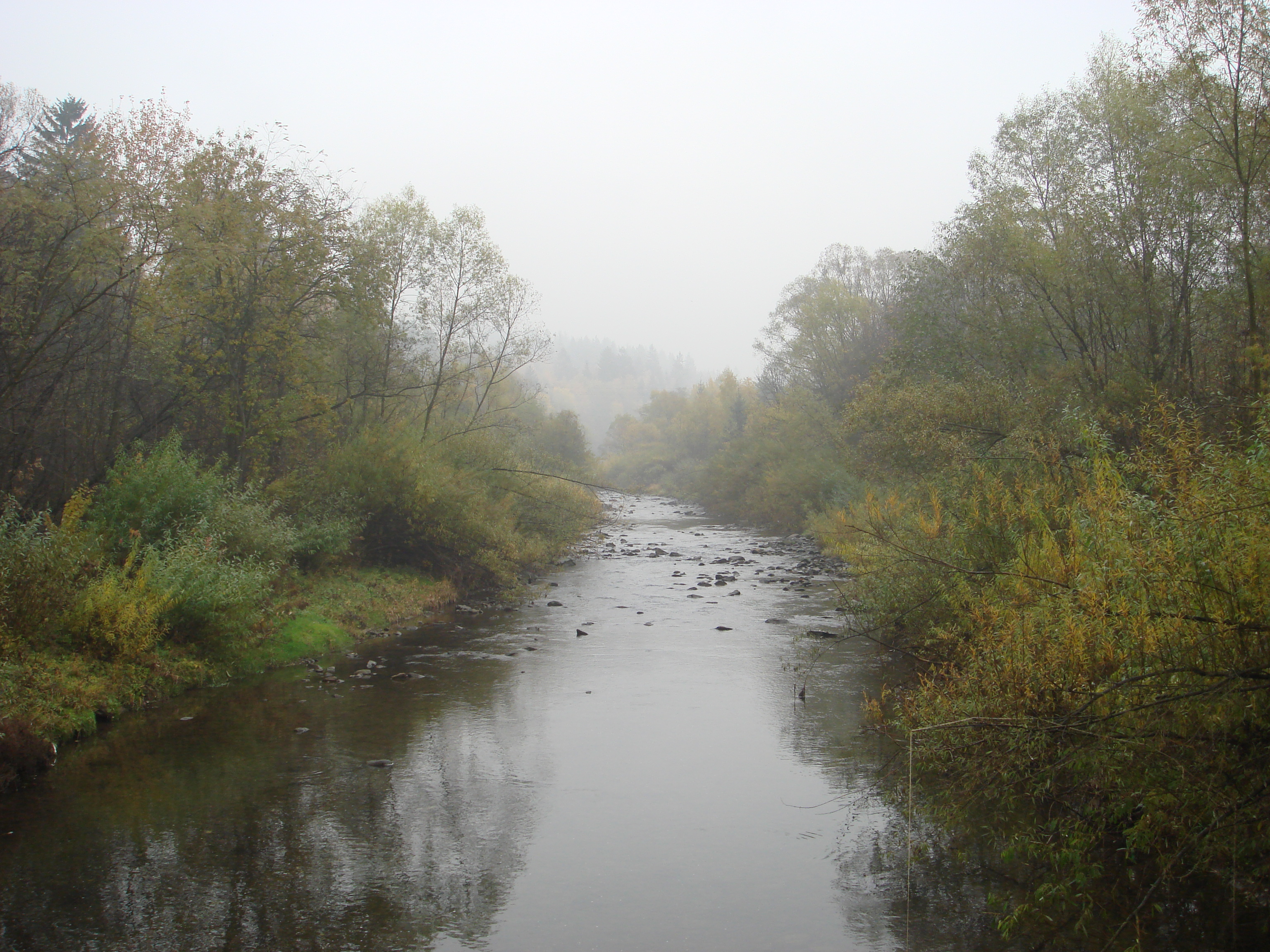
Die Olsa (Olše) in Bukovec (Bukowetz)

Der Fluss lag jahrhundertelang mitten im Herzogtum Teschen in Österreichisch-Schlesien. Nach 1918 wurde das Gebiet entlang des Flusses zwischen Polen und Tschechen aufgeteilt, da man sich nicht über die Zugehörigkeit einigen konnte.
Die Grenzziehung an der Olsa war ein Ergebnis des Ersten Weltkriegs und des Zusammenbruches der k.u.k. Monarchie im Jahre 1918. Weil sowohl Polen als auch die Tschechoslowakei das gesamte Olsagebiet und auch das Hultschiner Ländchen beanspruchten, kam es 1919 zum Polnisch-Tschechoslowakischen Grenzkrieg. Auch nach der Beilegung des Konfliktes schwelte dieser verdeckt weiter, so dass Polen seine Ansprüche 1938 sofort nach dem Münchner Abkommen durchsetzte. Nach der deutschen Besetzung Polens im Jahre 1939 wurde das gesamte Olsa-Gebiet Teil des Deutschen Reiches. Nach dem Ende des Zweiten Weltkriegs wurde der Grenzverlauf entsprechend den Festlegungen von 1918 wiederhergestellt, 1958 wurde ein Grenzvertrag abgeschlossen.

## Flussverlauf

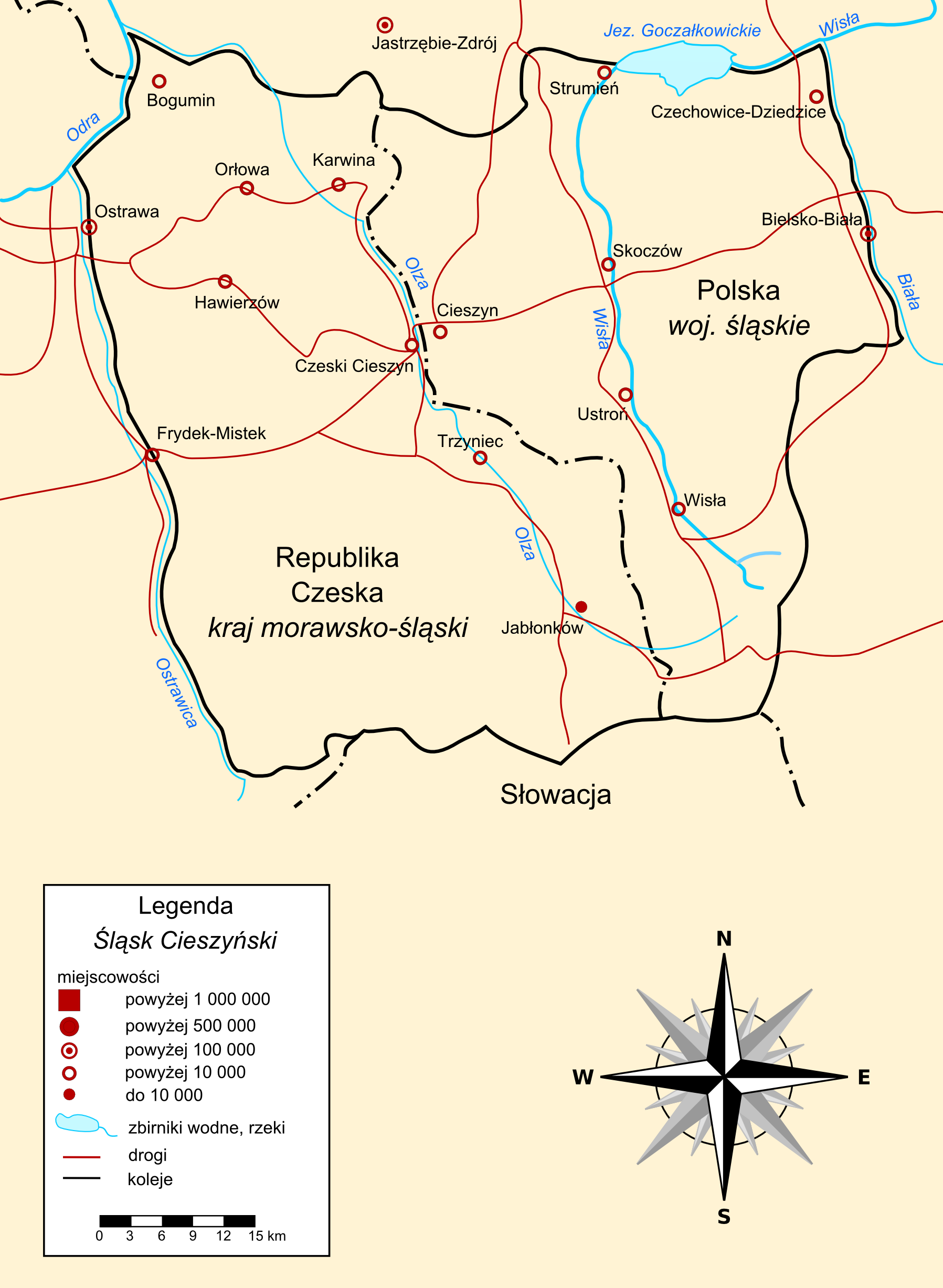
Karte, mit polnischer Beschriftung

Die Olsa entspringt drei Kilometer südwestlich des Widderberges (Baranowa Góra) und der Quelle der Weichsel am Fuße der Schlesischen Beskiden in Polen. Sie fließt in westliche Richtung am Dorf Istebna vorbei und bildet die natürliche Grenze zwischen den Schlesischen Beskiden und dem Jablunkauer Bergland. Nach etwa 12 km auf polnischem Gebiet geht ihr Lauf hinter Jasnowice, nahe dem Dreiländereck zwischen Tschechien, Polen und der Slowakei, auf tschechischem Gebiet weiter.
Hier bildet das Flusstal die Jablunkauer Furche (Jablunkovská brázda). An der Olsa liegt die Stadt Jablunkov (Jablunkau), wo die Lomná einmündet. Am Flusslauf, der nach Nordwest und Nord geht, liegen Třinec (Trzynietz) und Teschen (polnisch Cieszyn, tschechisch Český Těšín). Seit dem Ende des Ersten Weltkrieges teilt der Fluss diese Stadt mit kurzzeitigen Unterbrechungen. Die Olsa stellt nun bis zum Ende ihres Laufs unweit von Bohumín (Oderberg) die Staatsgrenze zwischen Polen und Tschechien dar, lediglich um die Stadt Karviná (Karwin) fließt sie ausschließlich auf tschechischem Gebiet. Nach 83 km mündet die Olsa bei dem Dorf Olza (Olsau) in die Oder.